# Indian Wells Open 2021
L'Indian Wells Open 2021, noto come BNP Paribas Open per motivi di sponsorizzazione, è stato un torneo di tennis giocato su campi in cemento. È stata la 47ª edizione dell'Indian Wells Open maschile e faceva parte della categoria ATP Tour Masters 1000 nell'ambito dell'ATP Tour 2021, e la 32ª edizione femminile della categoria WTA 1000 nell'ambito del WTA Tour 2021. Sia il torneo maschile sia quello femminile si sono giocati dal 4 al 17 ottobre 2021 all'Indian Wells Tennis Garden di Indian Wells, negli Stati Uniti.
A causa del diffondersi della pandemia di COVID-19, l'edizione 2020 era stata annullata e il torneo è tornato in calendario nel 2021. La pandemia era continuata e non si è quindi svolto come di consueto a marzo ma è stato posticipato a ottobre.

## Partecipanti ATP

### Teste di serie
| Nazionalità | Giocatore             | Ranking* | Testa di serie |
| ----------- | --------------------- | -------- | -------------- |
| Russia      | Daniil Medvedev       | 2        | 1              |
| Grecia      | Stefanos Tsitsipas    | 3        | 2              |
| Germania    | Alexander Zverev      | 4        | 3              |
| Russia      | Andrej Rublëv         | 5        | 4              |
| Italia      | Matteo Berrettini     | 7        | 5              |
| Norvegia    | Casper Ruud           | 10       | 6              |
| Canada      | Félix Auger-Aliassime | 11       | 7              |
| Polonia     | Hubert Hurkacz        | 12       | 8              |
| Canada      | Denis Shapovalov      | 13       | 9              |
| Italia      | Jannik Sinner         | 14       | 10             |
| Argentina   | Diego Schwartzman     | 15       | 11             |
| Spagna      | Pablo Carreño Busta   | 16       | 12             |
| Cile        | Cristian Garín        | 17       | 13             |
| Francia     | Gaël Monfils          | 18       | 14             |
| Spagna      | Roberto Bautista Agut | 19       | 15             |
| Stati Uniti | Reilly Opelka         | 20       | 16             |
| Italia      | Lorenzo Sonego        | 21       | 17             |
| Regno Unito | Daniel Evans          | 22       | 18             |
| Stati Uniti | John Isner            | 23       | 19             |
| Russia      | Aslan Karacev         | 24       | 20             |
| Regno Unito | Cameron Norrie        | 26       | 21             |
| Australia   | Alex de Minaur        | 27       | 22             |
| Bulgaria    | Grigor Dimitrov       | 28       | 23             |
| Russia      | Karen Chačanov        | 29       | 24             |
| Italia      | Fabio Fognini         | 30       | 25             |
| Sudafrica   | Lloyd Harris          | 31       | 26             |
| Serbia      | Filip Krajinović      | 34       | 27             |
| Serbia      | Dušan Lajović         | 35       | 28             |
| Georgia     | Nikoloz Basilašvili   | 36       | 29             |
| Spagna      | Carlos Alcaraz        | 38       | 30             |
| Stati Uniti | Taylor Fritz          | 39       | 31             |
| Stati Uniti | Sebastian Korda       | 40       | 32             |

*ranking al 4 ottobre 2021

### Altri partecipanti
I seguenti giocatori hanno ricevuto una wild card per il tabellone principale:
- Andy Murray
- Holger Rune
- Jack Sock
- Zachary Svajda
- J.J. Wolf

I seguenti giocatori sono entrati in tabellone con il ranking protetto:
- Philipp Kohlschreiber

I seguenti giocatori sono entrati nel tabellone principale passando dalle qualificazioni:

- Salvatore Caruso
- Maxime Cressy
- Ernesto Escobedo
- Christopher Eubanks
- Emilio Gómez
- Cem İlkel
- Roberto Marcora
- Renzo Olivo
- João Sousa
- Alejandro Tabilo
- Botic van de Zandschulp
- Aleksandar Vukic

### Ritiri

#### Prima del torneo
- Aljaž Bedene → sostituito da  Daniel Altmaier
- Aleksandr Bublik → sostituito da  Carlos Taberner
- Jérémy Chardy → sostituito da  Thiago Monteiro
- Marin Čilić → sostituito da  Jenson Brooksby
- Borna Ćorić → sostituito da  Guido Pella
- Pablo Cuevas → sostituito da  Roberto Carballés Baena
- Novak Đoković → sostituito da  Feliciano López
- Roger Federer → sostituito da  Philipp Kohlschreiber
- David Goffin → sostituito da  Jahor Herasimaŭ
- Ugo Humbert → sostituito da  Steve Johnson
- Ilya Ivashka → sostituito da  Daniel Elahi Galán
- Rafael Nadal → sostituito da  Brandon Nakashima
- Milos Raonic → sostituito da  Denis Kudla
- Dominic Thiem → sostituito da  Facundo Bagnis
- Stan Wawrinka → sostituito da  Tennys Sandgren
- Mikael Ymer → sostituito da  Tarō Daniel

#### Durante il torneo
- John Isner

## Partecipanti WTA

### Teste di serie
| Nazionalità | Giocatrice               | Ranking* | Testa di serie |
| ----------- | ------------------------ | -------- | -------------- |
| Rep. Ceca   | Karolína Plíšková        | 3        | 1              |
| Polonia     | Iga Świątek              | 4        | 2              |
| Rep. Ceca   | Barbora Krejčíková       | 5        | 3              |
| Ucraina     | Elina Svitolina          | 7        | 4              |
| Spagna      | Garbiñe Muguruza         | 6        | 5              |
| Grecia      | Maria Sakkarī            | 9        | 6              |
| Rep. Ceca   | Petra Kvitová            | 11       | 7              |
| Svizzera    | Belinda Bencic           | 10       | 8              |
| Russia      | Anastasija Pavljučenkova | 13       | 9              |
| Germania    | Angelique Kerber         | 15       | 10             |
| Romania     | Simona Halep             | 17       | 11             |
| Tunisia     | Ons Jabeur               | 14       | 12             |
| Kazakistan  | Elena Rybakina           | 16       | 13             |
| Belgio      | Elise Mertens            | 18       | 14             |
| Stati Uniti | Cori Gauff               | 19       | 15             |
| Canada      | Bianca Andreescu         | 21       | 16             |
| Regno Unito | Emma Raducanu            | 22       | 17             |
| Estonia     | Anett Kontaveit          | 20       | 18             |
| Stati Uniti | Jessica Pegula           | 24       | 19             |
| Russia      | Dar'ja Kasatkina         | 30       | 20             |
| Spagna      | Paula Badosa Gibert      | 27       | 21             |
| Stati Uniti | Danielle Collins         | 25       | 22             |
| Canada      | Leylah Fernandez         | 28       | 23             |
| Lettonia    | Jeļena Ostapenko         | 29       | 24             |
| Russia      | Veronika Kudermetova     | 31       | 25             |
| Slovenia    | Tamara Zidanšek          | 33       | 26             |
| Bielorussia | Viktoryja Azaranka       | 32       | 27             |
| Spagna      | Sara Sorribes Tormo      | 35       | 28             |
| Argentina   | Nadia Podoroska          | 36       | 29             |
| Italia      | Camila Giorgi            | 38       | 30             |
| Svizzera    | Jil Teichmann            | 39       | 31             |
| Romania     | Sorana Cîrstea           | 40       | 32             |

*ranking al 4 ottobre 2021.

### Altre partecipanti
Le seguenti giocatrici hanno ricevuto una wild card per il tabellone principale:
- Kim Clijsters
- Elsa Jacquemot
- Caty McNally
- Claire Liu
- Ashlyn Krueger
- Katie Volynets
- Katrina Scott

Le seguenti giocatrici sono entrate in tabellone con il ranking protetto:
- Zheng Saisai

Le seguenti giocatrici sono entrate nel tabellone principale passando dalle qualificazioni:

- Usue Maitane Arconada
- Zarina Dijas
- Kirsten Flipkens
- Magdalena Fręch
- Mai Hontama
- Anna Kalinskaja
- Kateryna Kozlova
- Liang En-shuo
- Alycia Parks
- Elena-Gabriela Ruse
- Astra Sharma
- Martina Trevisan

Le seguenti giocatrici sono entrate in tabellone come lucky loser:
- Beatriz Haddad Maia
- Kristína Kučová
- Jasmine Paolini

### Ritiri

#### Prima del torneo
- Ekaterina Aleksandrova → sostituita da  Marie Bouzková
- Ashleigh Barty → sostituita da  Polona Hercog
- Belinda Bencic → sostituita da  Kristína Kučová
- Jennifer Brady → sostituita da  María Camila Osorio Serrano
- Sofia Kenin → sostituita da  Ana Konjuh
- Johanna Konta → sostituita da  Hsieh Su-wei
- Caty McNally → sostituita da  Jasmine Paolini
- Kristina Mladenovic → sostituita da  Nuria Párrizas Díaz
- Karolína Muchová → sostituita da  Aljaksandra Sasnovič
- Naomi Ōsaka → sostituita da  Misaki Doi
- Nadia Podoroska → sostituita da  Beatriz Haddad Maia
- Aryna Sabalenka → sostituita da  Lauren Davis
- Alison Van Uytvanck → sostituita da  Mayar Sherif
- Elena Vesnina → sostituita da  Anna Karolína Schmiedlová
- Serena Williams → sostituita da  Madison Brengle

## Punti
| Torneo              | V    | F   | SF  | QF  | 4T  | 3T | 2T   | 1T   | Q    | Q2   | Q1   |
| Singolare maschile  | 1000 | 600 | 360 | 180 | 90  | 45 | 25*  | 10   | 16   | 8    | 0    |
| Doppio maschile     | 1000 | 600 | 360 | 180 | 90  | 0  | N.D. | N.D. | N.D. | N.D. | N.D. |
| Singolare femminile | 1000 | 650 | 390 | 215 | 120 | 65 | 35*  | 10   | 30   | 20   | 2    |
| Doppio femminile    | 1000 | 650 | 390 | 215 | 120 | 10 | N.D. | N.D. | N.D. | N.D. | N.D. |

* I giocatori con un bye ricevono i punti del primo turno.

## Montepremi
| Torneo              | V          | F        | SF       | QF       | 4T      | 3T      | 2T      | 1T      | Q2     | Q1     |
| Singolare maschile  | $1,209,730 | $640,000 | $335,000 | $175,000 | $92,000 | $51,895 | $29,045 | $18,155 | $9,110 | $4,785 |
| Singolare femminile | $1,209,730 | $640,000 | $335,000 | $175,000 | $92,000 | $51,895 | $29,045 | $18,155 | $9,110 | $4,785 |
| Doppio maschile     | $414,500   | $220,000 | $117,240 | $59,740  | $31,500 | $16,870 | N.D.    | N.D.    | N.D.   | N.D.   |
| Doppio femminile    | $414,500   | $220,000 | $117,240 | $59,740  | $31,500 | $16,870 | N.D.    | N.D.    | N.D.   | N.D.   |

## Campioni

### Singolare maschile
Cameron Norrie ha battuto in finale  Nikoloz Basilašvili con il punteggio di 3-6, 6-4, 6-1.
- È il secondo titolo in carriera per Norrie, il suo primo titolo Masters 1000.

### Singolare femminile
Paula Badosa ha battuto in finale  Viktoryja Azaranka con il punteggio di 7-6(5), 2-6, 7-6(2).

### Doppio maschile
John Peers /  Filip Polášek hanno sconfitto in finale  Aslan Karacev /  Andrej Rublëv con il punteggio di 6-3, 7-6(5)

### Doppio femminile
Hsieh Su-wei /  Elise Mertens hanno sconfitto in finale  Veronika Kudermetova /  Elena Rybakina con il punteggio di 7-6(1), 6-3.